# Грб Самарске области
Грб Самарске области је званични симбол једног од субјеката Руске федерације са статусом области — Самарске области. Грб је званично усвојен 13. октобра 1998. године.

## Опис грба
У опису грба Самарске области се каже: грба Самарске области је симбол друштвено-историјског и државног административног статуса области и представља слику сребрног дивојарца, окренутог у лијево, са златним роговима, скерлетно црвених очију и језика и црним копита. Слика стоји на хералдичком штиту француског облика азурне боје. Штит је крунисан царском круном и окружен вијенцом златних храстових грана, увезаних траком (лентом) Светог Андрије.